# 3626 Ohsaki
3626 Ohsaki este un asteroid din centura principală, descoperit pe 4 august 1929 de Max Wolf.